# Adrià Botella Moreno
Adrià Botella Moreno (Barcellona, 18 settembre 1993) è un giocatore di football americano spagnolo che milita nel ruolo di tight end nella European League of Football (ELF).
Ha iniziato a giocare nei L'Hospitalet Pioners, andando poi a giocare per la University of Sioux Falls; dopo l'università è tornato in Europa, militando prima negli Allgäu Comets, poi firmando per i Dresden Monarchs (prima che il campionato tedesco fosse chiuso per la stagione 2020) e per i Søllerød Gold Diggers, per poi passare alla squadra professionistica tedesca degli Hamburg Sea Devils. Nel 2022 si è trasferito ai Vienna Vikings e nel 2023 ai Paris Musketeers.

## Palmarès
- 3 Campionati spagnoli (2011, 2012, 2013)